# 19
| 19                 |
| ------------------ |
| Dødsfald - Fødsler |
|                    |

| Gregoriansk kalender | 19 XIX                  |
| Ab urbe condita      | 772                     |
| Armensk kalender     | I/T                     |
| Kinesiske kalender   | 2715 – 2716 戊寅 – 己卯 |
| Etiopisk kalender    | 11 – 12                 |
| Jødisk kalender      | 3779 – 3780             |
| Hindukalendere       |                         |
| - Vikram Samvat      | 74 – 75                 |
| - Shaka Samvat       | N/A                     |
| - Kali Yuga          | 3120 – 3121             |
| Iransk kalender      | 603 BP – 602 BP         |
| Islamisk kalender    | 622 BH – 621 BH         |

 For alternative betydninger, se 19 (flertydig). (Se også artikler, som begynder med 19)

## Født
- 10. oktober – Germanicus, romersk feltherre